# おばけ煙突 (漫画)

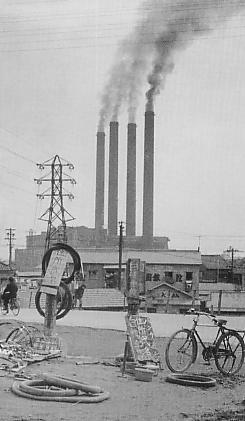
作中に名前は出ないがモデルは1926年（大正15年）から1963年（昭和38年）までの間稼働していた千住火力発電所であった。

『おばけ煙突』は、つげ義春が貸本漫画家だった1958年（昭和33年）11月に若木書房『迷路1』に掲載した短編。独特のペシミズムと、全編を覆う雨の描写が印象的で、この作品を絶賛した白土三平の尽力により、後年つげはガロで絶頂期を迎えることになる。

## 解説
若木書房の『迷路』第1号に掲載される。当時貸本漫画誌として『影』（1956年4月創刊）や『街』（セントラル出版社 1957年4月創刊）が発刊され、特に『影』は人気を博していた。つげも読んでおり、辰巳ヨシヒロや松本正彦に魅かれていた。白土三平も東京でデビューしていたが、つげはまだその作品を知らなかった。若木書房では『影』や『街』の影響を受けて、スリラーもの専門の『迷路』の創刊を思い立ち、つげや遠藤政治などには相談なしに、今村つとむや鳥海康男、大石まどからを中心につくろうとして、巻頭ページも彼らによって描かれていた。4、5号くらいから辰巳ヨシヒロも描き始めるが若木とは合わなかったせいですぐにやめてしまう。この作品はスリラーとはいいがたく、内容も暗かったことから若木の受けはよくなかった。
つげは『幕末風雲伝』を描いたころより作風が急に暗くなる。これはその当時下宿していた吹き溜まりのようなアパートでの生活での影響からだとつげ自身が回想している。そこにはペテン師や売春婦などが住んでおり、唯一知的な人物には画家がいて、彼とはその後長く付き合いが続いた。独身者が40名ほども住むアパートだったが、部屋は３畳しかなく夫婦で住む者もいた。ペテン師は50代後半の紳士然とした人物で廊下で衣類やバッグ、時計、ライターなど当時のブランド物を展示して売り始めたり、そのうち住人から言葉巧みに会社設立話で大家や住人に出資させ、その後1年ほどで行方をくらましてしまう。この話は後の『池袋百点会』のヒントにもなっている。つげはこのアパートで麻雀や花札を覚える。こうした底辺の人たちの生活に紛れた影響が作風に暗い影を落とし始める。
つげは、この作品で自分自身に何か変化があったと回想している。

## あらすじ
東京のはずれの不思議な4本の煙突が舞台。見る位置によって煙突が4本が3本、3本が2本、1本に見える。中でも4番目に立てられた煙突はたたっているという噂がしきりで、それまでに掃除に上がった職人が9人が転落死を遂げていた。「たたりの煙突」として恐れられている4本目の煙突に、貧困に喘ぐ職人が1万円の懸賞金目当てのために上る。連日の雨で仕事がなく息子の医療費を稼ぐために上る決意をする。強風と大雨の中彼は煙突を掃除するが、足を滑らせて10人目の犠牲者になってしまう。家では何も知らない妻と子が、父の帰りを待っていた。